# Citadel (TV-serie)
Citadel är en amerikansk dramaserie från 2023 som hade premiär på strömningstjänsten Amazon PrimeVideo den 28 april 2023, då seriens två första avsnitt släpps. Första säsongen består av 6 avsnitt. Serien är regisserad av Newton Thomas Sigel, Brian Kirk, Anthony Russo samt Joe Russo. För manus har bland andra Bryan Oh, David Weil och Josh Appelbaum svarat.
Seriens produktion har pågått sedan 2018 och varit kantad av problem rörande bland annat meningsskiljaktigheter kopplat till manusarbetet. Kostnaden för projektet uppskattas till nära 200 miljoner dollar. Det är redan klart att serien förnyats med en andra säsong.

## Handling
Serien kretsar kring den globala spionbyrån vid namn Citadel som fallit. Minnet på agenterna som jobbade där har raderats. I tomrummet från Citadel reser ett nytt mäktigt syndikat, Manticore. Kommer citadelagenterna få tillbaka sina minnen för att kunna slå tillbaka?

## Roller i urval
- Richard Madden – Mason Kane
- Priyanka Chopra – Nadia Sinh
- Stanley Tucci – Bernard Orlick
- Lesley Manville – Dahlia Archer
- Osy Ikhile – Carter Spence
- Ashleigh Cummings – Abby Conroy
- Roland Møller – Anders Silje och Davik Silje
- Caoilinn Springall – Hendrix Conroy